# Kalven (Envikens socken, Dalarna)
Kalven - sjö i Dalarna, Falu kommun. Ca 2 kvkm, 196-198 m ö.h.. Viktigaste tillflödena är Lamborsån från norr, Vålsjöbäcken från väster och Vallasån från öster. Sjön avvattnas via den större sjön Balungen - som den också kan betraktas som en vik av - till Svärdsjövattendraget.